# Station Delamere
Delamere is een spoorwegstation van National Rail in Delamere, Cheshire West and Chester in Engeland. Het station is eigendom van Network Rail en wordt beheerd door Northern Rail. Het station is een request stop, waar treinen alleen stoppen op verzoek.